# Grassetto

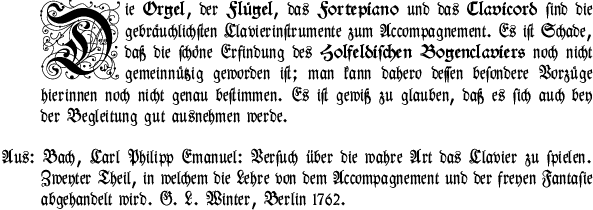
Esempio di lettere enfatizzate grazie a un accentuato spessore del carattere tipografico

In tipografia, il grassetto o neretto è un carattere più marcato e scuro rispetto al carattere normale (o tondo): serve a dare maggior enfasi a una parola (o a un gruppo limitato di parole).

## Metodi e uso

Testo in cui una parola è resa in grassetto

Il metodo di gran lunga più impiegato nella tipografia in caratteri alfabetici latini per attribuire una particolare enfasi allo scritto è l'impiego di tipi modificati, chiamati corsivo, grassetto e maiuscoletto. Altri metodi possono essere costituiti da una diversa spaziatura orizzontale o verticale dei caratteri o il loro corpo, più grande o più piccolo, oltre al colore e ad altri specifici espedienti grafici.

### Stile dei tipi di carattere e loro varianti
L'occhio umano è assai sensibile alle differenze di luminosità all'interno di un corpo di testo. Si può quindi distinguere tra tipi di enfasi, a seconda che l'enfasi cambi la "nerezza" del testo.

#### Corsivo
L'occhio umano è molto sensibile alle differenze di luminosità all'interno di un testo. Si possono quindi impiegare varie tecniche per far risaltare singole lettere o parole, oppure porzioni di testo (a prescindere quindi dalla più banale sottolineatura, considerata assai poco "elegante" dal punto di vista tipografico). La strategia maggiormente impiegata nell'arte tipografica è quella di dare risalto alle parole tramite una più accentuata della "nerezza" dei caratteri tipografici con cui si compone di norma un testo.
Un modo per enfatizzare, che non ha però grande effetto sulla "nerezza" del testo, è l'uso del corsivo, in cui il testo è scritto in uno stile per cui il carattere viene inclinato, per lo più verso destra. In tal modo le parole possono essere evidenziate senza farle risaltare troppo rispetto al resto del testo. Tradizionalmente, questo metodo è impiegato per marcare passaggi che abbiano un differente contesto: parole straniere, titoli di libri o altro ancora.

#### Dimensioni
Al contrario, il carattere grassetto ha l'effetto di rendere maggiormente scuro il carattere, la parola o una porzione di testo, rispetto al carattere "normale" o "regolare" impiegato nel resto dello scritto composto in tipografia. Con questa tecnica, il testo è fortemente enfatizzato ed è, ad esempio, impiegato nei vocabolari per marcare il lemma di base.

#### Maiuscoletto
Anche il maiuscoletto può trovare applicazione in tipografia per dare enfasi a una parola o a una porzione di testo. Ad esempio tale stile è usato per marcare maggiormente la prima riga di una sezione. A volte è impiegato al posto di un capolettera, o è impiegato per scrivere i nomi di autori nelle bibliografie.

#### Carattere tipografico
Se il corpo di testo è un carattere serif (con le "grazie", o elzeviro), è anche possibile evidenziare le parole facendo ricorso a un carattere "senza grazie" (o "a bastoncello"). Questa pratica è spesso considerata "arcaica" nell'arte tipografica in caratteri latini, ma alcune famiglie di font professionali moderne sono state disegnate per consentire l'impiego di varianti con le grazie e senza le grazie. In tipografia giapponese, a causa della ridotta leggibilità dei più pesanti caratteri Mincho, tale pratica è rimasta ancor oggi comune.

### Ricorso alle maiuscole
A parte la diversa tradizione statunitense, il ricorso alle lettere maiuscole – oggi sempre meno impiegato nell'arte tipografica – trova ormai quasi esclusivo impiego per la composizione dei titoli di libro, in copertina e nel frontespizio.